# Supercopa de España femenina de baloncesto 2011
La Supercopa de España femenina de baloncesto 2011 o SuperCopa LF 2011 fue la 9ª edición desde su fundación. Se disputó en el Pabellón Municipal de Würzburg de Salamanca, Castilla y León, el día 9 de octubre de 2011, donde el equipo local, el Perfumerías Avenida, conquistó el título por segunda vez consecutiva.

## Equipos participantes
Los equipos participantes de acuerdo a los criterios de participación establecidos por la FEB fueron: 
| Equipo              | Clasificación                  | Participación |
| ------------------- | ------------------------------ | ------------- |
| Perfumerías Avenida | Campeón de la Liga Femenina    | 6.ª           |
| Rivas Ecópolis      | Campeón de la Copa de la Reina | 1.ª           |

## Árbitros
Los árbitros elegidos para arbitrar la Supercopa fueron:
- Susana Gómez López
- José Vázquez García

## Final
| 9 de octubre de 2011 | Perfumerías Avenida                                  | 77–65                                | Rivas Ecópolis                                       | Salamanca                                                                                              |  |
| 18:00                | Parciales: 13–18, 21–8, 17–21, 26–18                 | Parciales: 13–18, 21–8, 17–21, 26–18 | Parciales: 13–18, 21–8, 17–21, 26–18                 | |  |
|                      | Estadísticas Bonner 29 Bonner 9 Fernández 3 Boner 31 | Reporte Pts Reb Asts Val             | Estadísticas 15 Carson 13 Nicholls 3 Bermejo 18 Cruz | Pabellón: Pabellón Municipal de Würzburg Árbitros: Susana Gómez López, José Vázquez García Televisión: |  |

### Plantillas
| #             | Jugadora        |
| ------------- | --------------- |
| 4             | Allison Feaster |
| 5             | Marta Fernández |
| 6             | Laura Antoja    |
| 8             | Isabel Sánchez  |
| 10            | Marta Xargay    |
| 11            | Jael Freixanet  |
| 12            | DeWanna Bonner  |
| 13            | Lucila Pascua   |
| 15            | Anna Vajda      |
| 18            | Sonja Kireta    |
| 25            | Marissa Coleman |
| Entrenador    |                 |
| Lucas Mondelo |                 |

| Campeonas de la Supercopa de España femenina de baloncesto 2011 |
| --------------------------------------------------------------- |
| Perfumerías Avenida 2.º título                                  |

| MVP:           |
| -------------- |
| DeWanna Bonner |

| #             | Jugadora          |
| ------------- | ----------------- |
| 4             | Laura Nicholls    |
| 5             | Essence Carson    |
| 7             | Clara Bermejo     |
| 8             | Kourtney Treffers |
| 10            | Elisa Aguilar     |
| 11            | Vega Gimeno       |
| 12            | Iva Slišković     |
| 13            | Amaya Valdemoro   |
| 15            | Anna Cruz         |
| Entrenador    |                   |
| Miguel Méndez |                   |